# Só Rezo
"Só Rezo" é uma canção da banda brasileira de rock Nx Zero, lançada como segundo single do quarto álbum de estúdio da banda, Sete Chaves. Foi lançada nas rádios em Março. Um videoclipe foi gravado e lançado para a divulgação da canção.

## Composição
Em entrevista à revista Billboard Brasil, Gee Rocha revelou que estava fazendo um "embromation" com um instrumental e, depois, Di Ferrero inseriu a letra. Ferrero tinha acabado de voltar do Rio de Janeiro, onde tinha conhecido o trabalho do Afroreggae e as comunidades de Vigário Geral e Complexo do Alemão. Para ele, a "letra da música foi vomitada". 
| “ | Cheguei em casa e fiz de uma vez só, estava tudo na minha cabeça. Enquanto não terminei não consegui dormir | ” |

 Ele ainda completou dizendo que: 
| “ | Essa é uma canção que não fala de amor. Fala de outras coisas, é mais pesada. Mas, ao mesmo tempo ficou popular. Todo mundo canta, até quem gosta de pagode. Acho que foi tudo muito espontâneo, muito do coração | ” |

## Videoclipe
A banda começou a gravar o videoclipe da música "Só Rezo" em 16 de março de 2010, terça-feira, em um edifício em ruínas do bairro de Santana, zona norte paulistana. O grupo se reuniu em um galpão da capital paulista para fazer as primeiras imagens para o vídeo, que ainda contou com imagens gravadas no Rio de Janeiro. A banda apareceu tocando e cantando cercados por entulhos de construção abandonados e sob a direção do guitarrista da banda, Gee. O videoclipe que estreou no dia 29 de maio, foi dirigido pelo próprio guitarrista, Gee Rocha.

### Sinopse
O videoclipe começa mostrando uma favela e, depois uma multidão de pessoas andando, dentro da favela. Com sons e imagens do cotidiano do lugar. Em seguida, Di Ferrero aparece escrevendo em vários papeis, que são jogados no chão por ele. Aos poucos, os membros da banda são mostrados e, logo após isso, enquanto o instrumental da canção começa ser tocado, Ferrero se levanta até o microfone e começa a cantar os primeiros versos da canção. Entre imagens da banda e de moradores da favela, janelas escritas com a frase "Só rezo pra ficar bem", posteriormente, uma moradora aparece com uma chupeta e um cartaz escrito "Carrego a verdade aqui no olhar", posteriormente cantando pelo vocalista da banda. A todo momento, a imagem entre os integrantes da banda são intercaladas com a imagem de moradores da favela, que algumas vezes, como a mulher com a chupeta, aparece com cartaz escrito trechos da canção (o mesmo cartazes que Di Ferrero escrevia no começo do videoclipe). Além disso, imagens de Ferrero na favela, também estão presentes no videoclipe, principalmente no clímax da canção. O videoclipe termina mostrando Di Ferrero com as mãos dadas sobre o microfone, remetendo a ideia de oração e fé, seguido pelos instrumentos e integrantes da banda que, aos poucos, param de tocar. Um agradecimento ao Afroreggae, e as comunidades de Vigário Geral e Complexo do Alemão pode ser visto nos últimos momentos do vídeo.

## Paradas
A canção permaneceu cinco meses na Billboard Brasil Hot 100.
| Paradas (2010)               | Melhor posição |
| ---------------------------- | -------------- |
| BR Billboard Hot 100 Airplay | 1              |
| BR Billboard Hot Pop Songs   | 10             |

## Certificações e vendas
| Região                                                       | Certificação | Unidades/vendas |
| ------------------------------------------------------------ | ------------ | --------------- |
| Brasil (PMB)                                                 | Platina      | 100,000‡        |
| ‡vendas+valores de streaming baseados apenas na certificação |              |                 |

## Versão Ao Vivo com Melanina Carioca
Além da versão "Só Rezo 0.2", o cantor Di Ferrero foi convidado pelo grupo de hip hop Melanina Carioca para participar da gravação do primeiro DVD ao vivo do grupo, que aconteceu em 25 de janeiro de 2015 na "Burn On Stage", no Guarujá, na Grande São Paulo.
O grupo o chamou para cantar um mashup das canções Só Rezo/ Fé ao vivo, da banda de rock, Nx Zero, a qual Di Ferrero é vocalista.

### Videoclipe
O vídeo mashup das canções Só Rezo/ Fé ao vivo, da banda NX Zero, foi disponibilizado em 20 de julho de 2015 no canal oficial do YouTube do grupo Melanina Carioca.

## Faixas
| N.º | Título                                              | Compositor(es)                        | Duração |  |
| 1.  | "Só Rezo"                                           | Di Ferrero                            | 3:56    |  |
| 2.  | "Só Rezo 0.2 (com participação de Emicida & Yo Yo)" | Di Ferrero, Gee Rocha, Emicida, Yo Yo | 5:21    |  |
| 3.  | "Só Rezo/ Fé (Melanina Carioca com Di Ferrero)"     | Di Ferrero                            | 4:20    |  |